# Saigon Kick
I Saigon Kick sono un gruppo heavy metal formato nel 1988 a Fort Lauderdale, Florida.

## Storia
La band venne fondata a Miami durante il 1988 con una formazione composta dal cantante Matt Kramer, il chitarrista Jason Bieler, il bassista Tom DeFile ed il batterista Phil Varone. Trovarono un accordo con la Atlantic Records nel 1990. Durante questo periodo, Bieler raggiunse come turnista gli svedesi Talisman per il tour del loro album di debutto omonimo.
L'anno successivo il gruppo pubblica il primo album Saigon Kick. La band cominciò a farsi notare durante i tour statunitensi che li vedevano di supporto agli Extreme, arruolando in questa occasione il tastierista Robbie Gennet. La loro popolarità crebbe ulteriormente con la pubblicazione del seguito nel 1992, intitolato The Lizard, che ottenne un buon impatto internazionale grazie alle sue sonorità più fresche e le nuove sperimentazioni. Il gruppo entrò nella classifica di Billboard con la ballata acustica "Love Is on the Way" che vinse il disco d'oro. Questo brano è spesso erroneamente scambiato come una reinterpretazione dei Chase del 1974, ma è di fatto una brano composto dai Saigon Kick. A seguito della pubblicazione del secondo album, DeFile abbandonò la formazione. Quest'ultimo venne così sostituito da Chris McLernon, ex membro dei Cold Sweat, oltre che musicista in una tribute band dei Kiss di Los Angeles chiamata Cold Gin, assieme ai membri dei Black 'N Blue, Jaime St. James e Tommy Thayer (quest'ultimo futuro chitarrista degli stessi Kiss). McLernon ricevette la proposta dai Saigon Kick nel luglio del 1992, proprio poco dopo che The Lizard era stato distribuito nei negozi, ma durante il tragitto dalla California alla Florida per raggiungere la band, il suo furgone prese fuoco. McLernon durante l'incidente perse tutta la strumentazione, compreso il costume da Gene Simmons che usava nei Cold Gin. Quello stesso anno la traccia "Body Bags" venne inserita all'interno del film L'infiltrato.
I Saigon Kick tornarono sulle scene nel 1993 con l'album Water, il quale titolo originale avrebbe dovuto essere Fields of Rape. Kramer abbandonò la formazione nel bel mezzo delle sessioni e Bieler passò quindi anche al ruolo di cantante. La band perse il contratto con la Atlantic nel 1995 con la pubblicazione del quarto Devil in the Details, che verrà pubblicato per la CMC International. L'album vedeva l'ingresso del secondo chitarrista Pete Dembrowski. Poco dopo i Saigon Kick decisero di prendersi una pausa a causa del mancato successo, dovuto in gran parte al cambio di direzioni musicali e al mancato supporto dell'etichetta.
Nel luglio 1997 i Saigon Kick tentarono una reunion con Matt Kramer alla voce. Intanto Phil Varone decise di lasciare la band per unirsi ai Prunella Scales, gruppo del quale faceva parte il bassista Rachel Bolan degli Skid Row. I Saigon Kick ritornarono dunque con una formazione a cinque composta da Kramer, Bieler, McLernon, Dembrowski e il nuovo batterista Ricky Sanders. Venne registrata una nuova canzone intitolata "Dizzy's Vine", che sarà inserita all'interno di Moments from the Fringe, una raccolta di vecchie demo e altre rarità, inizialmente avviabile solo tramite il web. Questa formazione avrà vita breve, in quanto Bieler lascerà la band dopo soli due spettacoli tenuti in Florida, ponendo fine alle speranze di reunion.
Nel 1998 Bieler annunciò la pubblicazione del suo debutto solista intitolato Houston...We Have a Problem. Durante lo stesso anno venne pubblicata una raccolta dei Saigon Kick intitolata Greatest Mrs.: The Best of Saigon Kick. Bieler, Dembrowski e Sanders registrarono l'ultimo album del gruppo, Bastards, pubblicato esclusivamente per il mercato asiatico nel 1999. I tre decisero successivamente di sciogliere i Saigon Kick e riformare un nuovo collettivo chiamato Super TransAtlantic, che vedeva nella formazione anche il bassista Pat Badger degli Extreme. Il gruppo pubblicò il disco Shuttlecock nel 2000. Il gruppo apparì anche nella colonna sonora del film American Pie.
I Saigon Kick si riformarono composti da Kramer, DeFile e Varone per una breve serie di concerti nel 2000. Durante l'attività live arruolarono il chitarrista temporaneo Jeff Blando proveniente dagli Slaughter, ma Varone raggiunse parallelamente gli Skid Row poco dopo quello stesso anno. A quel punto l'avventura dei Saigon Kick si poteva dire definitivamente conclusa. Kramer cominciò a lavorare per del nuovo materiale solista assieme al chitarrista Doug Aldrich durante il 2001. Il cantante lancerà così la carriera solista, debuttando nel 2003 con il disco War & Peas.
Nel settembre 2012 i Saigon Kick annunciano ufficialmente la loro reunion con la seguente formazione: Matt Kramer (voce), Phil Varone (batteria), Jason Bieler (chitarra), Chris McLernon (ex bassista ora chitarra ritmica) e Tom DeFile (basso). Il 25 febbraio 2013 Tom DeFile lascia nuovamente il gruppo, e McLernon riprende il ruolo di bassista. Il 12 marzo 2015 il batterista Phil Varone lascia il gruppo, seguito tre giorni dopo dal bassista Chris McLernon. I due vengono sostituiti da Jonathan Mover e Steve Gibb. McLernon rientra nelle file del gruppo nel 2017.

## Formazione

### Formazione attuale
- Matt Kramer – voce (1988-1993, 1997, 2000, 2012-presente)
- Jason Bieler – chitarra solista, voce (1988-1999, 2012-presente)
- Steve Gibb – chitarra ritmica (2015-presente)
- Chris McLernon – basso (1992-1997, 2013-2015, 2017-presente), chitarra ritmica (2012-2013)
- Jonathan Mover – batteria (2015-presente)

### Ex componenti
- Pete Dembrowski – chitarra ritmica (1993-1999)
- Ricky Sanders – batteria (1997-1999)
- Tom DeFile – basso (1988-1992, 2000, 2012-2013)
- Phil Varone – batteria (1988-1996, 2000, 2012-2015)

### Turnisti
- Jeff Blando – chitarra solista (2000)
- Atom Ellis – basso (2015-2017)

## Discografia

### Album in studio
- 1991 - Saigon Kick
- 1992 - The Lizard
- 1993 - Water
- 1995 - Devil in the Details
- 1999 - Bastards

### Raccolte
- 1998 - Moments from the Fringe
- 1998 - Greatest Mrs.: The Best of Saigon Kick

### Album dal vivo
- 2000 - Greatest Hits Live

### Singoli
- 1992 - Love Is on the Way
- 1992 - All I Want